# Pietro Uberti

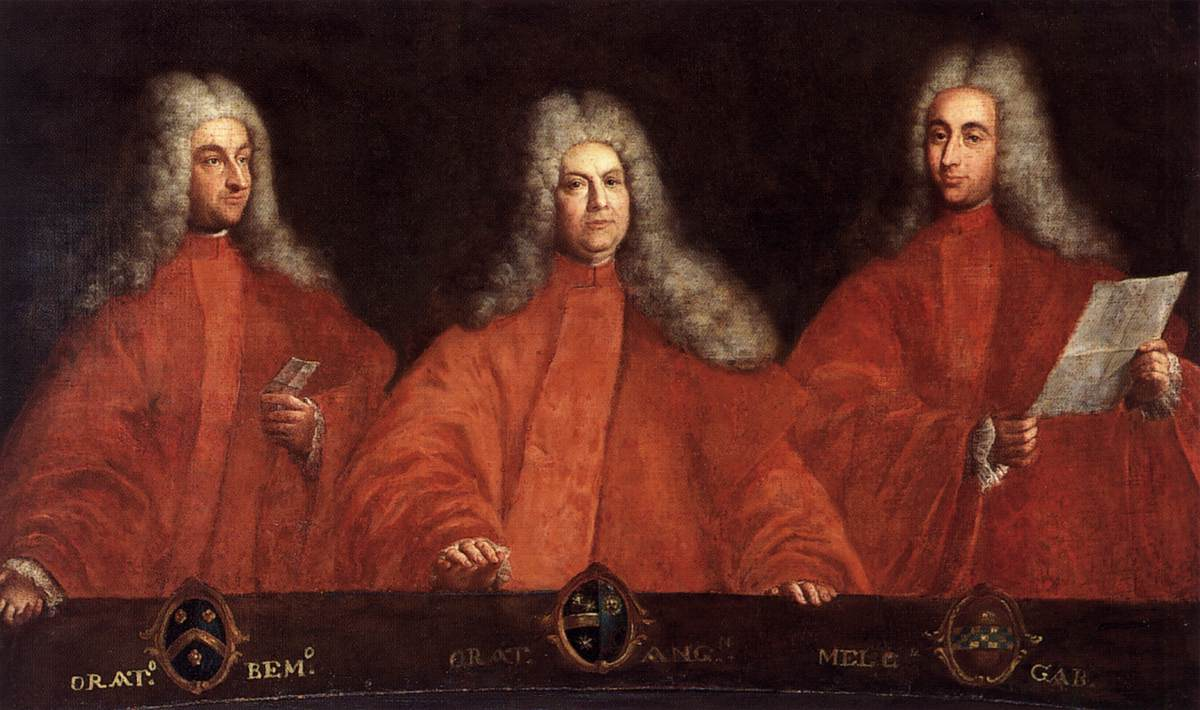
Pietro Uberti, Ritratto di tre Avogadori del Comun, prima metà del XVIII secolo, olio su tela, Venezia, Palazzo Ducale.

Pietro Uberti (1671 – 1762) è stato un pittore italiano.

## Biografia
Ben più noto rispetto al padre Domenico Uberti, mediocre pittore, fu definito "famoso in far ritratti": seppe esplicare questa sua arte nella realizzazione di otto ritratti di avogadori da porsi nel Palazzo Ducale di Venezia, in collaborazione con i più celebri Alessandro Longhi e Vincenzo Guarana.